# Ethel Cochrane
Pour les articles homonymes, voir Cochrane.
Ethel M. Cochrane (née en 23 septembre 1937) est une femme politique canadienne de Terre-Neuve-et-Labrador. Elle représente la province au Sénat du Canada de novembre 1986 à septembre 2012.
Enseignante de formation, elle exerce également la fonction de directrice d'école. Défenseuse de l'éducation et de la l'alphabétisation, elle est nommée sénatrice par la gouverneure générale Jeanne Sauvé sous la recommandation du premier ministre Brian Mulroney. Cochrane devient alors la première femme représentant la province à titre de sénatrice. 
Elle quitte ses fonctions lorsqu'elle atteint l'âge de retraite obligatoire de 75 ans. 